# Сопілка (оповідання)
"Сопілка " (рос. Свирель) — оповідання А. П. Чехова, вперше опубліковане 1887 року.

## Історія створення та критика
Оповідання «Сопілка» було написано та вперше опубліковано в газеті «Новий час» № 4130 від 29 серпня 1887 року. 1888 року твір було надруковано в збірці «Оповідання», також він увійшов до видання А. Ф. Маркса.
За життя Чехова оповідання було перекладено угорською, словацькою, французькою та чеською мовами.
Критик В. Л. Леонтьєв захоплювався оповіданням і, згадуючи про одне з ненаписаних оповідань, казав:
|  | вийшов би один з тих заразливо життєвих, класично стислих нарисів, які вмів писати тільки Чехов, — художня перлина, накшталт його „Відьми“ чи „Сопілки“ |

Арсеньєв помістив оповідання «Сопілка» серед непоганих (рос. недурных) оповідань Чехова.
П. Краснов щодо оповідання «Сопілка» писав:
|  | Громадська вульгарність ще посилюється загальною російською біднотою, убозтвом, виродженням. В оповіданні „Сопілка“ Лука Бідний висловлює тверду впевненість у занепаді всього навколишнього. |

Писали відгуки про оповідання критики Александров, Качерець, Ляцький та інші.

## Сюжет
Одного разу влітку в лісі полював з собакою прикажчик з Дементьєвого хутора Мелітон Шишкін. Вийшовши на галявину лісу, він побачив старого пастуха, Луку Бідного, який грає на сопілці. Старий і прикажчик розговорилися про погоду, полювання, згадали минуле полювання. На їхню думку нині все стало гірше — не та стала риба, зникли звірі та птиця, зникли струмки, вирубують ліси. Обидва жили бідно. Прикажчик мав вісьмох дітей, дружину, мати, а платня становила десять рублів на місяць. Від бідності його дружина «осатаніла», а сам він запив. На міркування прикажчика про життя пастух сказав: «Шкода, братику! І, боже, як шкода! Земля, ліс, небо… всяка тварюка — адже все це створено, пристосоване, у всьому умственність є. Пропадає ні за гріш. А понад усе людей шкода».
Коли пішов дощ, співрозмовники попрощались і прикажчик пішов. Ідучи, Мелітон Шишкін слухав, як пастух продовжував грати на сопілці і шкодував небо, землю, сонце, ліс і свою собаку.